# Czesław Miłosz
Czesław Miłosz (Šeteniai (Pools: Szetejnie), 30 juni 1911 - Krakau, 14 augustus 2004) was een Pools-Amerikaans schrijver, dichter en winnaar van de Nobelprijs voor Literatuur in 1980.

## Levensloop
Miłosz werd geboren in Litouwen, dat toen deel uitmaakte van Rusland en waar Polen, Litouwers en Joden naast elkaar woonden. Hij studeerde rechten aan de universiteit van Vilnius. Later trok hij naar Warschau. Tijdens de Tweede Wereldoorlog zat hij in het verzet, waarvoor hij later de Yad Vashem-medaille ontving. Hij weigerde echter deel te nemen aan de Opstand van Warschau. Tussen 1945 en 1951 werkte hij als diplomaat voor de Volksrepubliek Polen. In 1951 brak hij met de Poolse communistische regering en vroeg politiek asiel aan in Frankrijk. Hij bleef in de Verenigde Staten wonen en verkreeg het Amerikaanse staatsburgerschap. Van 1961 tot 1978 was hij hoogleraar Slavische taal- en letterkunde aan de Californische Berkeley-universiteit.
In 1980 ontving hij de Nobelprijs voor Literatuur. In 1998 werd hem voor zijn een jaar eerder verschenen Piesek przydrożny de Nike-literatuurprijs verleend. De laatste jaren van zijn leven woonde hij weer in het vrije Polen, in Kraków.
Miłosz heeft vele dichtbundels gepubliceerd. Een van zijn romans die ook in het Nederlands vertaald is, is Het dal van de Issa. In deze roman beschrijft hij hoe een Poolse jongen opgroeit op het Litouwse platteland. Argwaan en achterdocht tussen de verschillende bevolkingsgroepen (Litouwers, Polen, Joden) is een van de thema's van dat boek. Maar het geeft vooral een prachtige sfeerbeschrijving van het platteland uit die tijd.
Zijn essayistische roman De geknechte geest wordt beschouwd als een van de beste studies over intellectuelen onder een totalitair regime. Het boek gaat over de verschrikkingen van het totalitarisme maar ook over de aantrekkingskracht die het heeft op intellectuelen. Daarin merkt hij op dat intellectuelen die dissident worden niet noodzakelijkerwijs diegene zijn met de sterkste geest maar eerder diegene met de zwakste maag. De geest, zo redeneert Miłosz, kan alles rationaliseren terwijl de maag maar zoveel kan hebben.

## Citaat
Te weinig. 
Eén leven is te weinig. 
Twee keer zou ik willen leven op deze droevige planeet ...
(uit de bloemlezing "De mooiste van Milosz", vertaling Jeannine Vereecken, 2008)